# Uwe Prieser
Uwe Prieser (* 1945 in Bremen) ist ein deutscher Sportjournalist und Autor.

## Biografie
Uwe Prieser besuchte das Gymnasium Parsevalstraße in Bremen. Er begann seine journalistische Arbeit als Redakteur beim Weser-Kurier. Er hat u. a. für Die Welt, die FAZ, und Die Zeit geschrieben.
Für seine Arbeit „Swetlana Boginskaja“ im FAZ-Magazin wurde er 1993 mit dem Egon-Erwin-Kisch-Preis ausgezeichnet.
Aus seiner Reportage über die belarussische Kunstturnerin Bahinskaja, zitiert nach einer Arbeit über Geschlechtsspezifisches Schreiben im Journalismus:

„Priesers Porträt ist ein Lobgesang auf die Frau und Sportlerin […]: „Ästhetik und Grazie liegen im Widerstreit mit jener akrobatischen Bravour, die nach den Gesetzen der Physik nur leichtgewichtigen Kindern möglich ist.“ Swetlana Boginskaja ist der Star. Sie ist, wie Prieser dramatisch formuliert, „die Boginskaja“, die „sich am Rande des Absturzes [bewegte] mit einer Grazie, in der diese Gefahr sich kristallisierte und zum Bestandteil der Schönheit wurde. Dann trat jedes Mal der Moment des Schwebens ein.“ Prieser gehört zum Publikum, zu dem „die Boginskaja von der Leinwand […] herabgestiegen ist“. Überirdisch, unnahbar und unbegreiflich erscheint sie ihm: "In den Augenblicken, die ihren Auftritten vorausgingen, gehörte die Halle bereits ihr. Auf ihrem Gesicht waren Anmut, Unnahbarkeit, Stolz, Ernst, Eigensinn, Großzügigkeit, Einsamkeit […] alles, was sie tat, war rhythmisch, ausdrucksvoll und schön.“

## Werke
- Sternstunden des Eiskunstlaufs. Deutsche Eislauf-Union, München 2004, ISBN 3-00-013454-9.
- Yumikos Unschuld – Roman. Verlag von Schröder, Düsseldorf 1997, ISBN 3-547-77605-8.
- Inselmenschen – Pellworm – Harkers Island –  Ein Vergleich, zusammen mit Ulrich Mack, Siegfried Lenz, und Rüdiger Joppien. Nieswand Verlag, Kiel 1997, ISBN 1-881450-15-5.
- Nicht nur die Höhe verändert sich – von Olympia nach Olympia, 12 Sommer Einsamkeit, zusammen mit Ulrike Meyfarth. Econ-Verlag, Düsseldorf 1984, ISBN 3-430-16665-9.